# Ferdinand von Oheimb
Ferdinand Friedrich Wilhelm Alexander von Oheimb (* 23. Juni 1817 in Enzen, heute Stadthagen; † 21. Oktober 1905 auf Gut Hudenbeck, heute Preußisch Oldendorf) war ein deutscher Politiker und Beamter. Von 1871 bis 1894 war er königlicher Landrat des preußischen Kreises Lübbecke in Westfalen, Geheimer Regierungsrat, Ehrenritter des Johanniter-Ordens, Präsident des westfälischen Provinziallandtages.

## Herkunft
Ferdinand von Oheimb wurde am 23. Juni 1817 als Mitglied einer Familie des niedersächsischen Uradels in Enzen im Fürstentum Schaumburg-Lippe geboren. Seine Eltern waren Friedrich Wilhelm Christian von Oheimb (* 8. November 1770; † 29. Dezember 1848), Herr auf Enzen und dessen Ehefrau Eleonore von Ledebur (* 7. November 1783; † 3. Mai 1818), die 1812 das Rittergut Holzhausen (heute: Haus des Gastes) und 1813 die Rittergüter Hudenbeck und Brüggehof kauften. Sein Bruder Alexander von Oheimb war Landrat des Kreises Minden.

## Leben

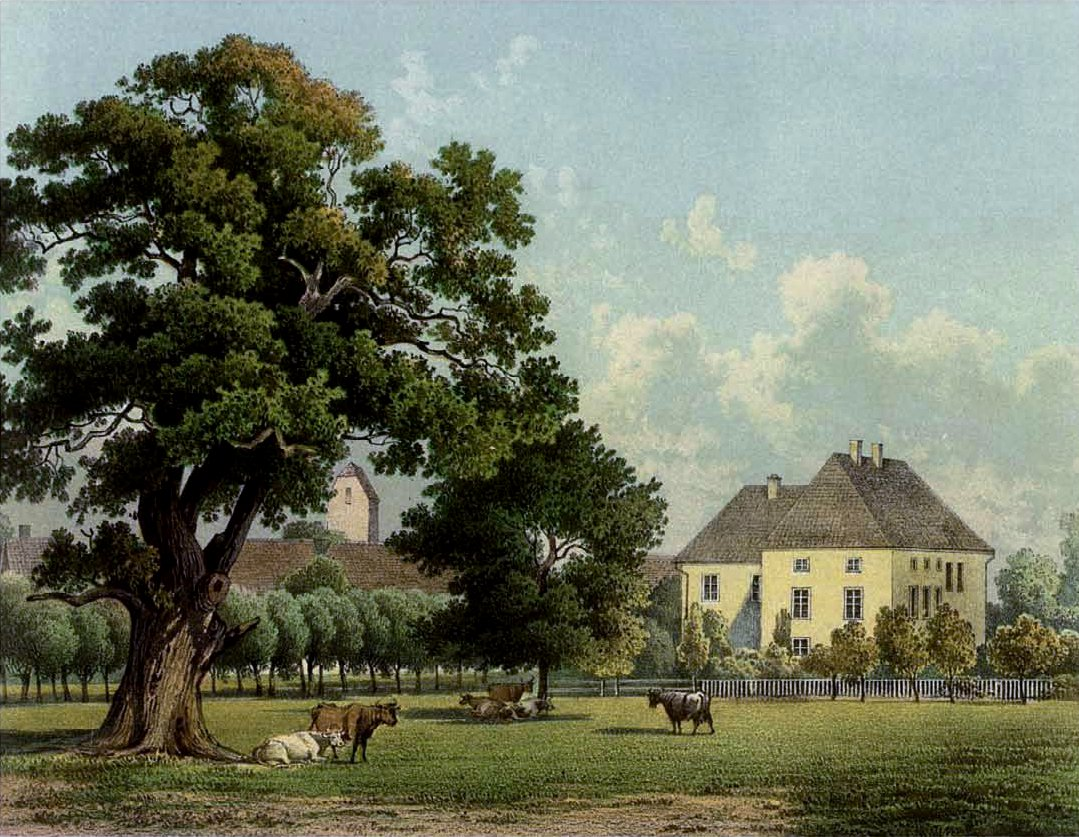
Gut Holzhausen um 1860, Sammlung Alexander Duncker

Bis 1835 besuchte er das Pädagogium in Halle. 1835 trat er in das 7. Kürassier-Regiment der preußischen Armee ein, im Rang eines Premier-Leutnant wurde er 1848 aus dem Militärdienst entlassen. Das Rittergut ´Brüggehof´ zwischen den heutigen Bad Holzhauser Straßen ´Große Aue´, ´Berliner Straße´ und ´Bahnhofstraße´ existierte zu dieser Zeit nicht mehr.
1855 wurde er zum Kreisdeputierten im Kreistag des Kreises Lübbecke gewählt. Vom 2. März 1857 bis 30. Juni 1857 war er mit der Verwaltung des Landratsamtes im Kreis Lübbecke beauftragt, eine erneute Beauftragung erfolgte am 25. März 1869. Am 29. Oktober 1870 wählte ihn der Kreistag des Kreises Lübbecke mit siebzehn zu zwei Stimmen zum 1. Kandidaten für das Landratsamt. Am 6. Januar 1871 wurde Ferdinand von Oheimb zum Landrat ernannt. 1894 endete seine Tätigkeit als Landrat auf eigenen Wunsch im Alter von 77 Jahren. Ferdinand von Oheimb starb 1905 auf seinem Rittergut Holzhausen im Kreis Lübbecke.
Seinerzeit bestand der Kreistag aus sieben Rittergutsbesitzern des Kreises, einem Abgeordneten der Stadt Lübbecke und elf Abgeordneten der Ämter des Kreises. Die Kreisverwaltung setzte sich zusammen aus dem königlichen Landrat von Oheimb, einem Kreissekretär, einem Kreisboten, einem Kreiskommunalkassenrendanten, einem Bauaufseher und einem Chausseeaufseher mit seinen 13 örtlichen Chausseewärtern. Die Geschäfte des Landrates wurden oft von dessen Wohnort abgewickelt. Durch Kabinettsverordnung vom 21. Dezember 1861 wurde jedoch verfügt, dass die Landratsämter nicht mehr auf den Rittergütern angesiedelt sein sollten.
Im Jahre 1874 erwarb er sich ein bleibendes Verdienst durch die Herausgabe der Broschüre „Statistische Darstellung des Kreises Lübbecke, Regierungsbezirk Minden“, die eine Fülle von Informationen über die Verhältnisse im Kreis Lübbecke aus der Zeit vor 1873 beinhaltete. Wesentliche Verdienste erwarb er sich bei der Erweiterung des Straßennetzes und der Planung der Bahnlinie von Bünde über Holzhausen nach Rahden.
Ferdinand von Oheimb war evangelisch und heiratete am 6. März 1842 Elise von Bornstedt (* Februar 1821; † 31. März 1881). Das Paar hatte eine Tochter:
- Maria (* 16 Aug 1853; † Februar 1941) ⚭ 1879 Bodo von Oheimb (* 18. August 1852; † 21. September 1907) Herr auf Holzhausen (Sohn seines Bruders Alexander).

Ferdinand von Oheimb starb 1905 auf seinem Rittergut Holzhausen im Kreis Lübbecke.

## Auszeichnungen
Roter Adlerorden IV. Klasse, Preußischer Kronenorden II. Klasse, Geheimer Regierungsrat.